# 알샤하니아 SC
알샤하니아 스포츠 클럽(아랍어: النادي الشحانية الرياضي, 영어: Al-Shahania Sports Club)은 1998년에 창단된 카타르 알샤하니아의 축구 클럽 팀이다. 창단 당시 구단명은 알나스르였으며, 연고지는 알제마일리야였다. 2001년 현재의 알샤하니아로 연고지를 이전하였다. 2004년 현재의 구단명인 알샤하니아 SC로 변경하였다.

## 선수 명단

### 현역
참고: FIFA 자격 규정에 따라 소속된 국가대표팀 국기를 표시합니다. 선수는 복수의 FIFA 비회원국 국적을 가지고 있을 수 있습니다.
| 번호 | 포지션 | 국적   | 이름                |
| ---- | ------ | ------ | ------------------- |
| 6    | MF     | 카타르 | 무스타파 잘랄       |
| 10   | MF     |        | 프란세스코 안토누치 |

| 번호 | 포지션 | 국적       | 이름          |
| ---- | ------ | ---------- | ------------- |
| 90   | FW     | 시에라리온 | 알하산 코로마 |

## 역대 감독
| 감독             | 임기        |
| ---------------- | ----------- |
| 미겔 앙헬 로티나 | 2014        |
| 알렉산드레 가마  | 2014        |
| 미겔 앙헬 로티나 | 2015 ~ 2016 |

틀:알샤하니아 SC 선수 명단